# Schottische Eishockeyauswahl der Frauen
Die Fraueneishockeyauswahl Schottlands ist eine Auswahl schottischer Spielerinnen, die von Scottish Ice Hockey bestimmt werden, um das Land auf internationaler Ebene zu repräsentieren.

## Geschichte
Die schottische Eishockeyauswahl der Frauen hat bislang zwischen 1991 und 2004 vier Spiele bestritten, davon drei gegen die englische Auswahl. Zudem trafen die Engländerinnen ein Mal auf das Auswahlteam von Wales. Bislang ist die Mannschaft sieglos und weist neben einem Unentschieden drei Niederlagen auf.  
Sowohl England, als auch Schottland, haben zwar ihre eigenen Landesverbände, jedoch unterstehen diese Ice Hockey UK, das mit der britischen Nationalmannschaft eine gemeinsame Nationalmannschaft für das Vereinigte Königreich aufstellt.